# 栗杖亭鬼卵
栗杖亭 鬼卵（りつじょうてい きらん、1744年〈旧暦延享元年〉 - 1823年4月4日〈旧暦文政6年2月23日〉）は、日本の武士、浮世絵師、戯作者。盈果亭 栗杖（えいかてい りつじょう）、栗杖亭 陶山（りつじょうてい とうざん）、大須賀 鬼卵（おおすか きらん）とも名乗った。本名は伊奈 文吾（いな ぶんご）であったが、のちに改名し大須賀 周蔵（おおすか しゅうぞう）となった。晩年は仏卵（ぶつらん）と号した。なお、文献によっては栗枝亭 鬼卵（りっしてい きらん）と表記されていることもあるが、誤字であると推察されている。

## 概要
河内国茨田郡（現在の大阪府北東部）の生まれ。もともと武士であったが俳諧と絵画を学び、陣屋の手代を経て浮世絵師となった。その作品は『東海道名所図会』などにも収録されている。その後、東海道の宿場町ごとに纏めた紳士録『東海道人物志』を著し、好評を博した。さらに読本の執筆にも取り組み、『新編復讐陽炎之巻』『長柄長者黄鳥墳』『勇婦全伝絵本更科草紙』などを次々と上梓した。その作品は歌舞伎として舞台化されるなど、戯作者として名を馳せた。

## 来歴

### 生い立ち
1744年（延享元年）、河内国茨田郡にて生まれた。青年期には、伊奈文吾と名乗り、下級武士として永井氏に仕えた。この頃から既に絵画、狂歌、連歌に才能の片鱗を見せていた。なお、のちに大須賀周蔵に改名している。1779年（安永8年）、妻を連れて三河国渥美郡吉田城下（現在の愛知県豊橋市）に移り、絵画や俳諧の腕を磨いた。なお、ともに吉田城下に移り住んだ妻は、この地で亡くなっている。寛政年間に伊豆国君沢郡三島宿（現在の静岡県三島市）に転居し、三島陣屋の手代として働いた。

### 浮世絵師として

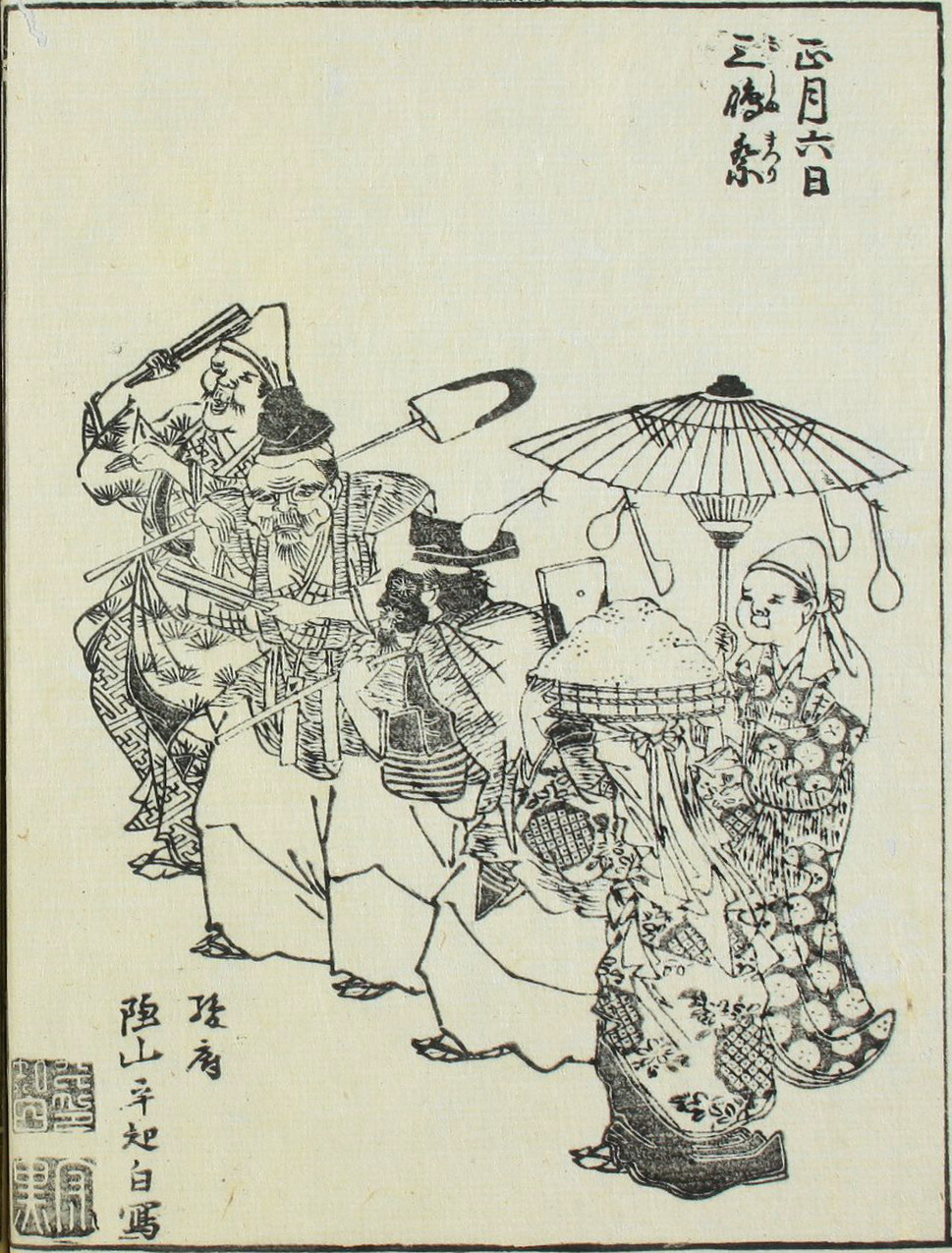
「正月六日三嶋祭」（龝里籬嶌編『東海道名所圖會』巻之五、崇文堂、寛政9年。早稲田大学図書館蔵）

1797年（寛政9年）に三島陣屋を退職して駿河国有渡郡府中宿（現在の静岡市）に移り、浮世絵師として活動するようになった。「正月六日三島祭」と題した作品は、『東海道名所図会』巻之五に収録されている。なお、府中宿に移ってから養女を迎え、彼女は医師に嫁ぐことになった。それを機に、千日詣に行くと言い残して家を出て、そのまま遠江国佐野郡伊達方村（現在の静岡県掛川市）で暮らすことにした。
その後、1800年（寛政末年）になると、同じく佐野郡の日坂宿（現在の掛川市）に転居した。日坂宿では、画業に励む傍ら煙草屋「きらん屋」を開業したほか、後妻を迎えた。

### 戯作者として

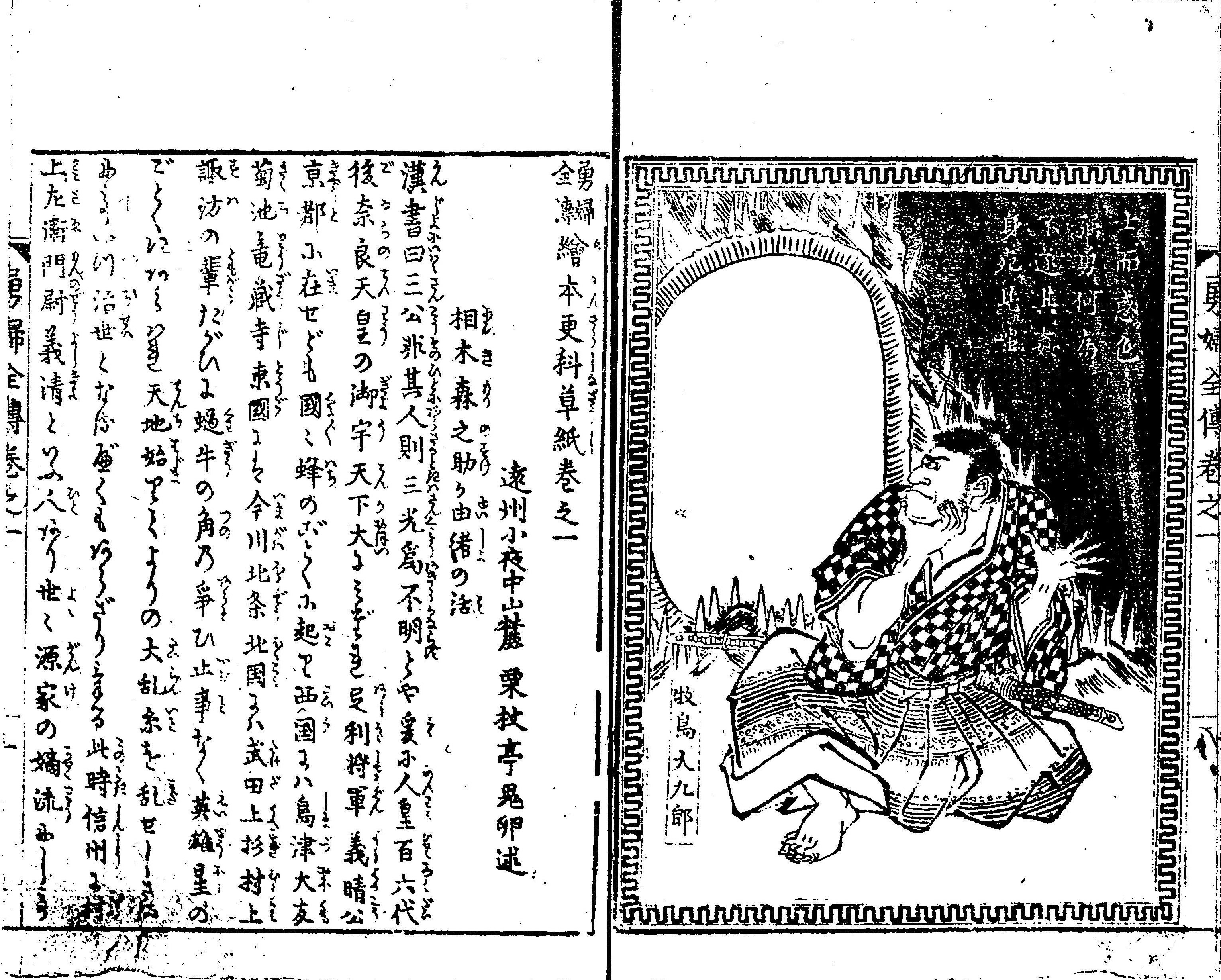
『勇婦全傳繪本更科草紙』巻之一（栗杖亭鬼卵著、石田玉山画、岡田群玉堂。国立国会図書館蔵）

1803年（享和3年）、前述の紳士録『東海道人物志』を上梓した。この本は、東海道の宿場町ごとに居住している学者や文人などの名が掲載されており、菊舎、播磨屋、須原屋といった三都（江戸、京、大坂）の書林から出版された。
その後、1807年（文化4年）に読本『蟹猿奇談』を上梓し、以降は読本の執筆に励み計22編を出版した。さらには作品が歌舞伎として舞台化され三都で上演されるなど、戯作者として知られるようになった。1807年（文化4年）に発表された『新編復讐陽炎之巻』、1811年（文化8年）に発表された『長柄長者黄鳥墳』、1811年（文化8年）から1821年（文政4年）にかけて発表された『勇婦全伝絵本更科草紙』などが代表作として知られている。
なお、戯作者としての活動の傍ら近隣の子どもらの教育にも尽力し、日坂宿にて寺子屋を開いた。寺子屋で指導を受けた者の中から、のちに遠江国報徳社を創設する岡田佐平治らを輩出した。なお、日坂宿での生活については、佐野郡下俣村（現在の掛川市）で庄屋を務める大庭代助らが支援していた。
また、日坂宿にて迎えた後妻を、文政元年に亡くしている。晩年は近隣の長松院にて参禅し、仏卵と号するようになった。1823年4月4日（文政6年2月23日）に死去し、墓所も長松院に置かれている。

## 作品

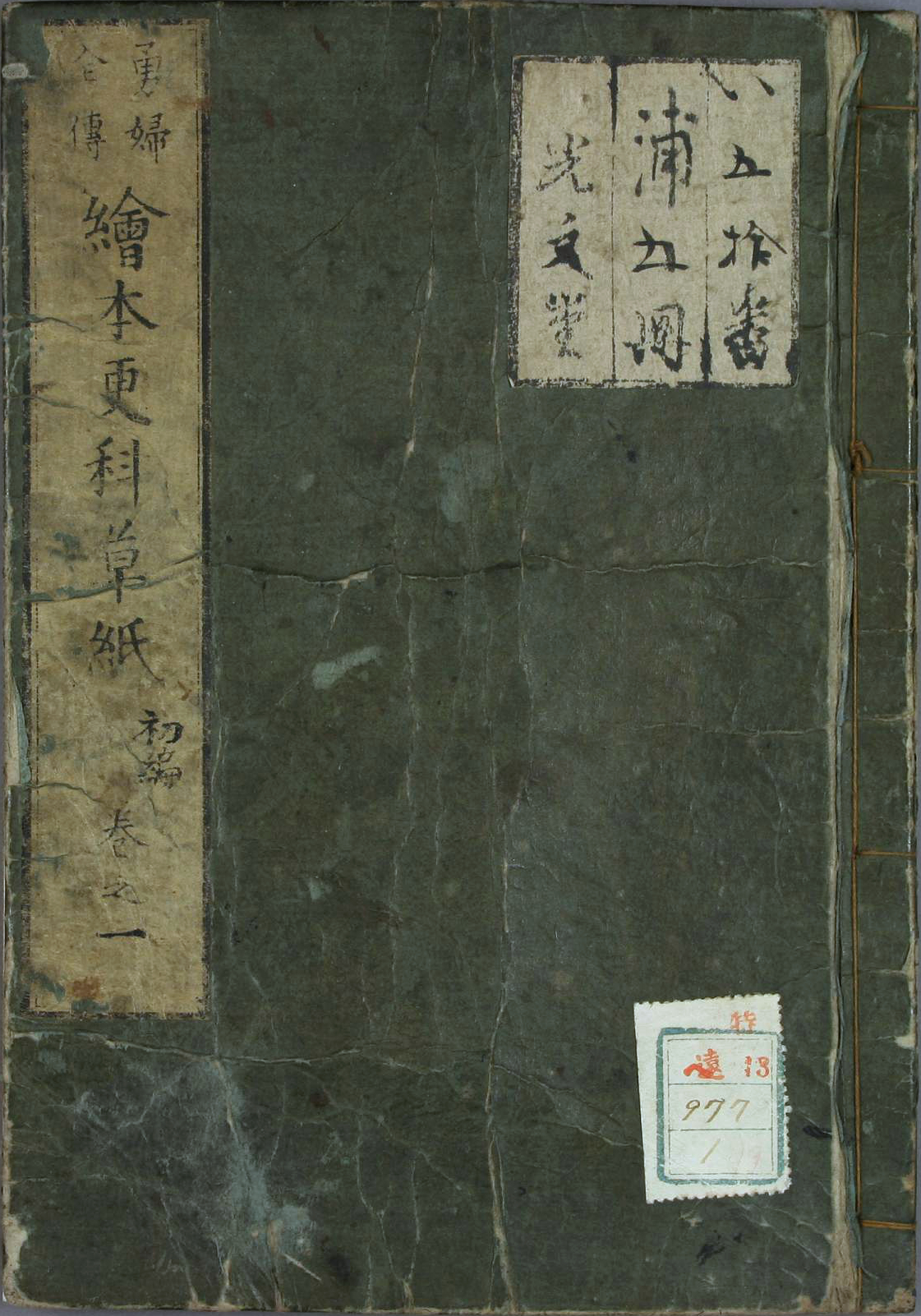
『勇婦全傳繪本更科草紙』巻之一（栗杖亭鬼卵著、石田玉山画、岡田群玉堂。早稲田大学図書館蔵）

読本
1811年（文化8年）から1821年（文政4年）にかけて上梓した『勇婦全伝絵本更科草紙』は、石田玉山、および、一峰斎馬円が画を担当している。この『勇婦全伝絵本更科草紙』が、尼子十勇士の人物像を具体的に描いた初出とされ、のちに尼子十勇士が広く知られるきっかけとなった。
日坂宿で暮らしていた頃、江戸時代に18か所で発生した不義密通を主題とする『見聞佐夜衣』を執筆した。この読本は、当初妻に捧げる目的で執筆していたものの妻に先立たれたため、後援者である大庭代助に寄贈した。その結果、この読本は出版されることなく大庭家に伝えられてきたが、研究者の新田慎一、および、服部光子が原文を意訳し、2017年に『妻に与ふ鬼卵晩年の作見聞佐夜衣』として発表された。
絵画
墓所のある長松院には、鬼卵が描いた『十六善神』『日の出とからす』『十四世肖像』などの絵画が遺されている。
狂歌
狂歌作者である栗柯亭木端の門人となり、狂歌を学んだ。作品としては「世の中の人と多葉粉のよしあしは／けむりとなりて後にこそしれ」が知られており、松平定信からも称賛されたと伝えられている。
和歌
歌人である香川景樹の門人となり、歌の指導を受けた。

## 影響
笠亭仙果による『邯鄲諸国物語』摂津巻にも影響を与えた。

## 人物

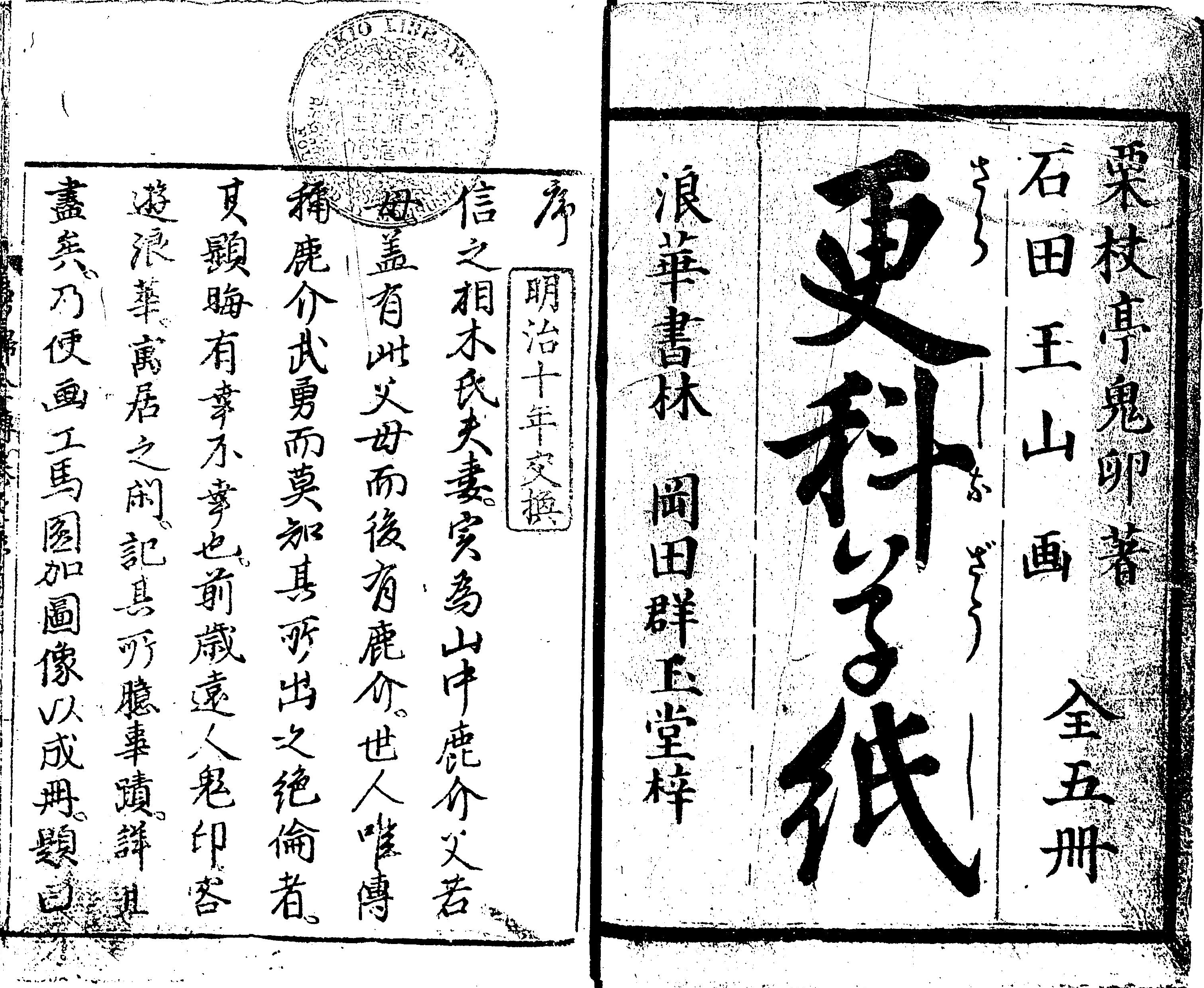
『勇婦全傳繪本更科草紙』巻之一（栗杖亭鬼卵著、石田玉山画、岡田群玉堂。国立国会図書館蔵）

一般に「栗杖亭」として知られているが、文献によっては「栗枝亭」と表記されている場合もある。たとえば、鬼卵自身の読本ですら「栗杖亭」と「栗枝亭」という表記がそれぞれ存在し、特に『新編復讐陽炎之巻』に至っては同一の本の中で「栗杖亭」と「栗枝亭」という2種類の表記が混在している。また、読み方についても、『今昔庚申譚』の本文には「栗杖亭鬼卵」という表記の横に「りつじょうていきらん」と振仮名が併記されているのに対して、『初瀬物語』では「栗枝亭鬼卵」という表記の横に「りっしていきらん」と振仮名が併記されているなど、複数の表記が散見される。
国文学者の藤沢毅は、鬼卵が編纂した『東海道人物志』では全て「栗杖亭」表記に統一されている点、鬼卵が狂歌作者として「盈果亭栗杖」という号を用いていた点を指摘し、本来は「栗杖亭」であるべき可能性が高いと論じている。また、「栗枝亭」という表記が出現した理由について、藤沢は「どうも書肆間の単純なミスが原因と考えるのが一番わかりやすい」と指摘している。

## 家族・親族
死別した先妻も、鬼卵と同じく栗柯亭木端の門下として狂歌を学んでおり、夜燕と号した。

## 登場作品
- 永井紗耶子「きらん風月」（鬼卵を主人公とした歴史小説。『産経新聞』朝刊2023年1月8日～連載予定）[11]

### 註釈
1. ↑  「お茶街道文化会【人物クローズアップ】第4回 大須賀鬼卵」には「延享元年（1744）河内国（大阪府）佐太村に生まれ」と記載されているが、佐太村が設置されたのは1886年のため、現在は守口市域になっている、佐太村の前身の村で生まれたと考えられる。
2. ↑  「お茶街道文化会【人物クローズアップ】第4回 大須賀鬼卵」には「鬼卵の子弟には岡田無息軒（良一郎）も含め数十人に及んだといいます」と記載されている。しかし、「無息軒」と号していたのは、岡田良一郎ではなく、良一郎の父親の岡田佐平治である。また、良一郎は1839年（天保10年）に生まれたため、1823年（文政6年）に亡くなった栗杖亭鬼卵から指導を受けたとは考えにくい。したがって、鬼卵の門下となったのは、良一郎ではなく佐平治と考えられる。

## 関連人物
- 石田玉山
- 一峯斎馬円
- 岡田良一郎
- 葛飾北雲
- 葛飾北明
- 蘭英斎芦国
- 笠亭仙果
- 柳亭種彦